# Kanton Les Planches-en-Montagne
Der Kanton Les Planches-en-Montagne war bis 2015 ein französischer Wahlkreis im Département Jura und in der damaligen Region Franche-Comté. Er umfasste acht Gemeinden im Arrondissement Lons-le-Saunier; sein Hauptort (frz.: chef-lieu) war Les Planches-en-Montagne. Die landesweiten Änderungen in der Zusammensetzung der Kantone brachten im März 2015 seine Auflösung, die Gemeinden wurden dem erheblich erweiterten Kanton Saint-Laurent-en-Grandvaux zugeordnet. Vertreter im conseil général des Départements war zuletzt von 1998 bis 2015 Gilbert Blondeau.

## Gemeinden
- Bief-des-Maisons
- Les Chalesmes
- Chaux-des-Crotenay
- Crans
- Entre-deux-Monts
- Foncine-le-Bas
- Foncine-le-Haut
- Les Planches-en-Montagne